# Oljov pocük
Oljov pocük (tudi oljova pogača ali olješinca) je iz listnatega testa pripravljena jed.
Pripravlja se iz razvaljenega listnetega testa, katerega namažemo z bučnim oljem ga zavijemo in damo v kozico ter izpečemo. Kmečke gospodinje so ga servirale kot poobedek po kosilu.
Oljov pocük so pripravljali ali pa še ga pripravljajo gospodinje v Slovenskih goricah in Prlekiji.